# Zhougezhuang
Zhougezhuang (kinesiska: 周戈庄, 周戈庄镇) är en köping i Kina. Den ligger i provinsen Shandong, i den östra delen av landet, omkring 230 kilometer öster om provinshuvudstaden Jinan.
Genomsnittlig årsnederbörd är 706 millimeter. Den regnigaste månaden är juli, med i genomsnitt 240 mm nederbörd, och den torraste är januari, med 11 mm nederbörd.